# 奈多
奈多（なた）は、福岡県福岡市東区の町名。市の北端、海の中道の付け根に位置し、北の日本海側には砂丘をもつ奈多海岸が広がり、南は博多湾に面する。奈多の地は、江戸時代には奈多落雁（なたらくがん）として博多八景の一つに数えられていた。
現行の行政地名は、奈多一丁目から奈多三丁目まで、奈多団地（住居表示実施区域）及び大字奈多（住居表示未実施区域）である。これらを合わせた面積は376.40ヘクタール。2021年12月末現在の人口は6,576人。
郵便番号は811-0204。

## 地理
福岡市の都心部とされる中央区天神等の北方約11キロメートル、東区の北部に位置する。北で日本海の玄界灘に面し、東で三苫及び塩浜と隣接し、南で博多湾（和白干潟）に面し、西で西戸崎と隣接する。

なお、雁の巣レクリエーションセンター等がある大字奈多の西側一部は、雁の巣一丁目から三丁目までを挟み、飛び地になっている。

## 語源
この土地の形状である崖地・砂丘から｢長処」（ながた）、あるいは｢灘」（なだ）れることから荒海を呼んだことに由来するとする説がある。

## 沿革
1970年代、人口の増加とともに奈多団地が建設され、それに伴い1981年（昭和56年）には奈多小学校も開校し、現在のような街が形成された。詳細は次の通り。
- 和白村役場庁舎を改築。
- 1935年（昭和10年）1月7日 - 雁の巣飛行場建設起工式。
- 1936年（昭和11年）6月6日 - 頼母木桂吉逓信大臣臨席のもと、福岡陸上飛行場の開場式が挙行された。和白～雁の巣間の舗装工事が終わる。
- 1977年（昭和52年）3月 - 奈多団地東側第1、第2棟入居開始[5]
- 2002年（平成14年）10月 - 海の中道大橋開通

## 産業
- 17世紀初期に平戸のイギリス商館長を務めたリチャード・コックスが記した『イギリス商館長日記』1615年（元和元年）6月19日付の記には、「私は今日、庭を作り琉球から来た芋を植えた。日本ではまだ植えたことのないものだ。」とあるが、ごく最近まで奈多から三苫へかけて一面にサツマイモ畑が広がっていた[4]。
- 昭和36年当初は海苔の養殖、加工が盛んで海苔小屋が複数あったが昭和50年代にはまばらとなる。

## 人口
奈多一丁目から奈多三丁目まで、奈多団地及び大字奈多を合わせた人口の推移を福岡市の住民基本台帳（公称町別）に基づき示す（単位：人）。集計時点は各年9月末現在である。
- 2001年（平成13年）：7,619
- 2002年（平成14年）：7,572
- 2003年（平成15年）：7,536
- 2004年（平成16年）：7,364
- 2005年（平成17年）：7,337
- 2006年（平成18年）：7,254
- 2007年（平成19年）：7,158
- 2008年（平成20年）：7,246
- 2009年（平成21年）：7,158
- 2010年（平成22年）：7,097
- 2011年（平成23年）：7,088
- 2012年（平成24年）：6,992
- 2013年（平成25年）：6,945
- 2014年（平成26年）：6,917
- 2015年（平成27年）：6,825
- 2016年（平成28年）：6,773
- 2017年（平成29年）：6,768
- 2018年（平成30年）：6,721
- 2019年（令和元年）：6,684
- 2020年（令和2年）：6,600
- 2021年（令和3年）：6,561

## 施設

### 公共公益施設
- 福岡航空交通管制部・航空交通管理センター
- 奈多ヘリポート
- 福岡奈多郵便局
- 奈多漁港（漁港漁場整備法における第一種漁港[6]）
- 福岡市漁業協同組合奈多支所
- 東福岡和仁会病院
- 福岡市立 奈多公民館

### 学校
- 福岡市立奈多小学校（ただし、奈多一丁目1番から4番までについては福岡市立和白小学校の校区に属する。）

町内に中学校は存在しないが、校区については、次の学校の校区に属する。
- 福岡市立和白中学校（三苫一丁目）

### その他
- 福岡市雁の巣レクリエーションセンター
- 海の中道海浜公園（国営公園である。大部分は西戸崎にあり東側の一部が大字奈多にまたがる。）

## 名所・旧跡
- 福岡第一飛行場（雁の巣飛行場、ブレディ空軍基地）跡地
- 和白飛行場跡地

## 交通

### 鉄道
鉄道については、 九州旅客鉄道（JR九州）が運営する香椎線（愛称：「海の中道線」）に次の駅がある。
- 奈多駅

なお、大字奈多の西側一部である飛び地からは、同じ路線で、雁ノ巣二丁目にある次の駅が近い。
- 雁ノ巣駅

### バス
バスについては、西日本鉄道株式会社が運営するバスが運行しており、次の停留所がある。
- 奈多団地入口
- 奈多
- 奈多松原

### 道路
- 県道59号線
- 奈多 - Google マップ